# Crashdïet
Crashdïet je švédská Sleaze metalová kapela ze Stockholmu, kterou v roce 2000 založil David Roberto Hellman. Kapela byla ovlivněna mimo jiné kapelami jako jsou Kiss, Guns N' Roses, Skid Row, Mötley Crüe, Hanoi Rocks a nebo GG Allin.

## Začátek
Dave Lepard psal písně ještě před tím, než byla kapela v roce 2000 oficiálně založena ve složení: kytarista Mary Goore, bubeník Tom Bones a basák Mace Kelly, původně všichni z deathmetalové kapely Repugnant. Pojmenovali se Crash Dïet. Ale o dva roky později se sestava změnila: Dave Lepard (zpěv/kytara), Martin Sweet (kytara), Peter London (baskytara) a Eric Young (bicí). Také zkusili hrát s bubeníkem Kallem Thunderem (Kalle Thunder). Když byli se vším hotoví, změnili logo a název kapely z Crash Dïet v Crashdïet. O něco později vydali svoje první demo s názvem Crashdïet (Dave jej chtěl pojmenovat Beyond the Valley of the Dolls). Roku 2005 vydali EP Riot in Everyone/Out of Line jako vinyl 7"" u nahrávací společnosti Rabid Redneck Records, která v roce 2007 vydala společně s Crashdïet DVD. Roku 2005 kapela vydala singly Breakin' The Chainz, Knokk 'Em Down a Riot in Everyone a vydala i své debutové album Rest In Sleaze. Jejich píseň Riot In Everyone byla dobře přijata posluchači, díky čemuž se hrála v rádiu stejně tak jako videoklip k této skladbě, který byl na prvním místě jako „nejžádanější video“, se vysílal na televizní stanici ZTV. Crashdïet se také objevili v reklamě na telefonní společnost 3 s písní Breakin’ The Chainz a kariéra kapely začala nabírat na otáčkách.

## Konec a nový začátek
20. ledna 2006 byl zpěvák Dave Lepard nalezen ve svém bytě v Uppsale mrtvý. Údajně šlo o sebevraždu, a to oběšením 13. ledna 2006. Lidé mu blízcí věděli, že trpí depresemi. Členové kapely na svých webových stránkách oznámili, že už dále nebudou hrát. Přibližně o šest měsíců později oznámili, že pokračovat budou a že budou hledat nového zpěváka. Podle neověřeného zdroje se kapela měla během roku také objevit na americkém US Festivalu. Poté začalo hledání nového zpěváka. Lidé, kteří se podíleli na demu a které si kapela odzkoušela, byli Johnny Gunn, Ivve a Danny Saucedo. Nakonec se novým zpěvákem stal Olli Herman Kosunen, Oliver Twisted, pocházející z Finska, a také zpěvák rockové kapely Reckless Love. Kapela se pustila znovu do hraní a začala nahrávat novou desku, The Unattractive Revolution, která ve Skandinávii vyšla 3. října 2007. Předtím, 31. srpna, zveřejnili první singl z nového alba, In The Raw. Během stejného roku vydali DVD Rest In Sleaze Tour 2005 u nahrávací společnosti Rabid Redneck Records, jimž vzdali hold Davidovi. Vydalo se 1000 kusů a každý obsahoval dvě DVD a podepsaný plakát členy kapely, Martinem, Erikem a Peterem. Crashdïet zahájili na podzim roku 2007 světové turné začínající 18. října ve Stockholmu. Konec listopadu a celý prosinec stejného roku vystupovala kapela v Evropě společně se švédskou rockovou kapelou Hardcore Superstar. Turné bylo později přerušeno, protože oba zpěváci Crashdïet onemocněli a museli odjet domů. Potom kapela slíbila těm, kteří neviděli jejich show v rámci evropského turné, pozdější turné. 13. července 2008 kapela na svých webových stránkách oficiálně oznámila, že došlo s Olliverem k neshodám, protože se Crashdïet nemohl plně věnovat.

Kapela dala najevo, že nehodlá skončit, ale že si najde nového zpěváka. Členové kapely řekli, že chtějí mít dostatek času na to, než najdou toho správného člověka, který jim bude sedět jak po osobní, tak i po hudební stránce. 4. července 2009 se ke kapele přidal nový zpěvák Simon Cruz, dříve působící ve stockholmské kapele Jailbait, a během podzimu s ním Crashdïet nahráli své třetí album, Generation Wild. 14. dubna 2010 desku vydali a získali dobré ohlasy ve švédském tisku, mimo jiné hodnocení 4 z 5 od Fredrika Strage v deníku Dagens Nyheter a od Martina Carlssona v deníku Expressen. Kapela byla velmi úspěšná i na turné k nové desce Generation Wild, v rámci kterého hráli v několika evropských zemích. 7. září Crashdïet předskakovali Ozzymu Osbournovi ve Stockholmu a v říjnu hráli před padesáti tisíci lidmi na brazilském SWU festivalu.

## Členové

### Současní členové
- Gabriel Keyes - zpěv (2016 - současnost)
- Martin Sweet – kytara a doprovodný zpěv (2002 – 2006, 2007 – současnost)
- Peter London – baskytara a doprovodný zpěv (2002 – 2006, 2007 – současnost)
- Eric Young – bicí a doprovodný zpěv (2002 – 2006, 2007 – současnost)

### Bývali členové
- Dave Lepard – zpěv a kytara (2000 – 2006) (zemřel)
- H. Olliver Twisted – zpěv (2007 – 2008)
- Simon Cruz - zpěv a kytara (2009-2015)
- Mary Goore – kytara (2000 – 2002)
- Tom Bones – bicí (2000 – 2002)
- Mace Kelly – baskytara (2000 – 2002)

### Členové na zkoušku
- Karl Thunder - bicí (2003)
- Johnny Gunn - zpěv (2006)
- Ivve - zpěv (2006)
- Danny Saucedo (2006)

## Diskografie

### Alba
- Crashdïet (demo; 2003)
- Rest in Sleaze (2005)
- The Unattractive Revolution (2007)
- Generation Wild (2010)
- The Savage Playground (2013)

### Singly
- Riot In Everyone
- Knokk ’Em Down
- Breakin’ The Chainz
- It’s A Miracle
- In The Raw
- Falling Rain
- Generation Wild
- Chemical